# 1153 w polityce

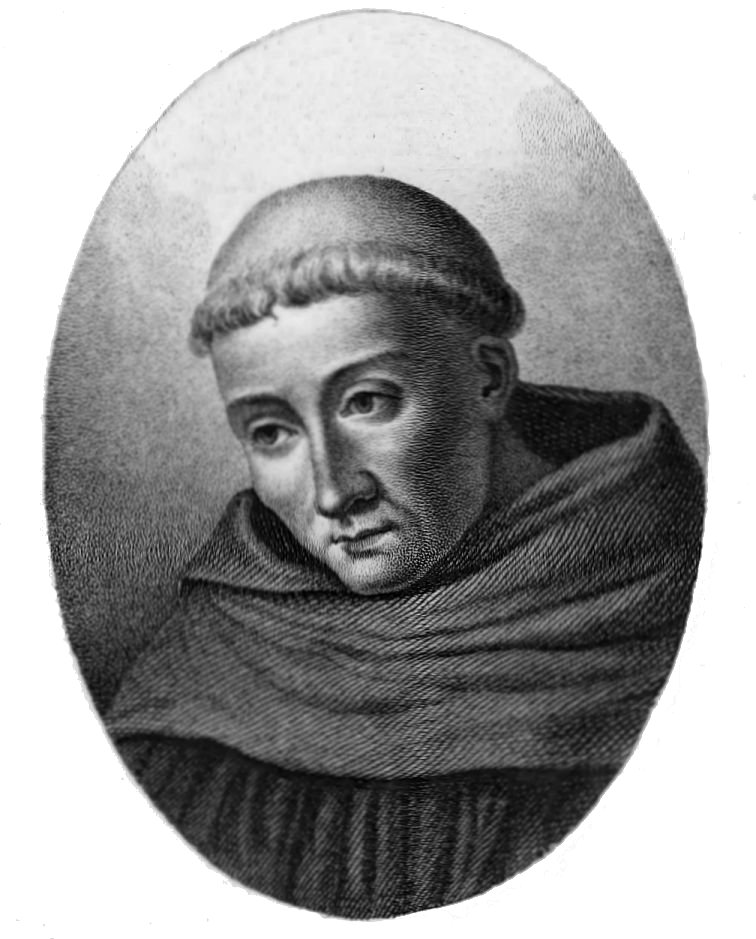
Bernard z Clairvaux

Wydarzenia polityczne w 1153 roku.

## Wydarzenia
- Jaksa z Kopanicy z pomocą Polaków zdobył Brennę (utracił ją 4 lata później na rzecz Albrechta Niedźwiedzia)[1].

## Zmarli
- 20 sierpnia Bernard z Clairvaux, święty Kościoła katolickiego, organizator II krucjaty[2].
- Dawid I, król Szkocji[3].